# Pradip Kumar Banerjee
Pradip Kumar Banerjee, detto P. K. (Jalpaiguri, 23 giugno 1936 – Calcutta, 20 marzo 2020), è stato un allenatore di calcio e calciatore indiano, di ruolo attaccante.
Considerato uno dei migliori calciatori indiani della storia, è al secondo posto, con 65 reti, nella classifica dei migliori marcatori della storia della nazionale indiana, mentre è al terzo, con 84 presenze, in quella dei giocatori con più apparizioni, nonostante solo 45 di queste siano ufficiali (nelle quali ha messo a segno 15 marcature).

## Biografia
Cresciuto in povertà, ha frequentato la Jalpaiguri Zilla School e ha completato gli studi alla K.M.P.M. School di Jamshedpur.

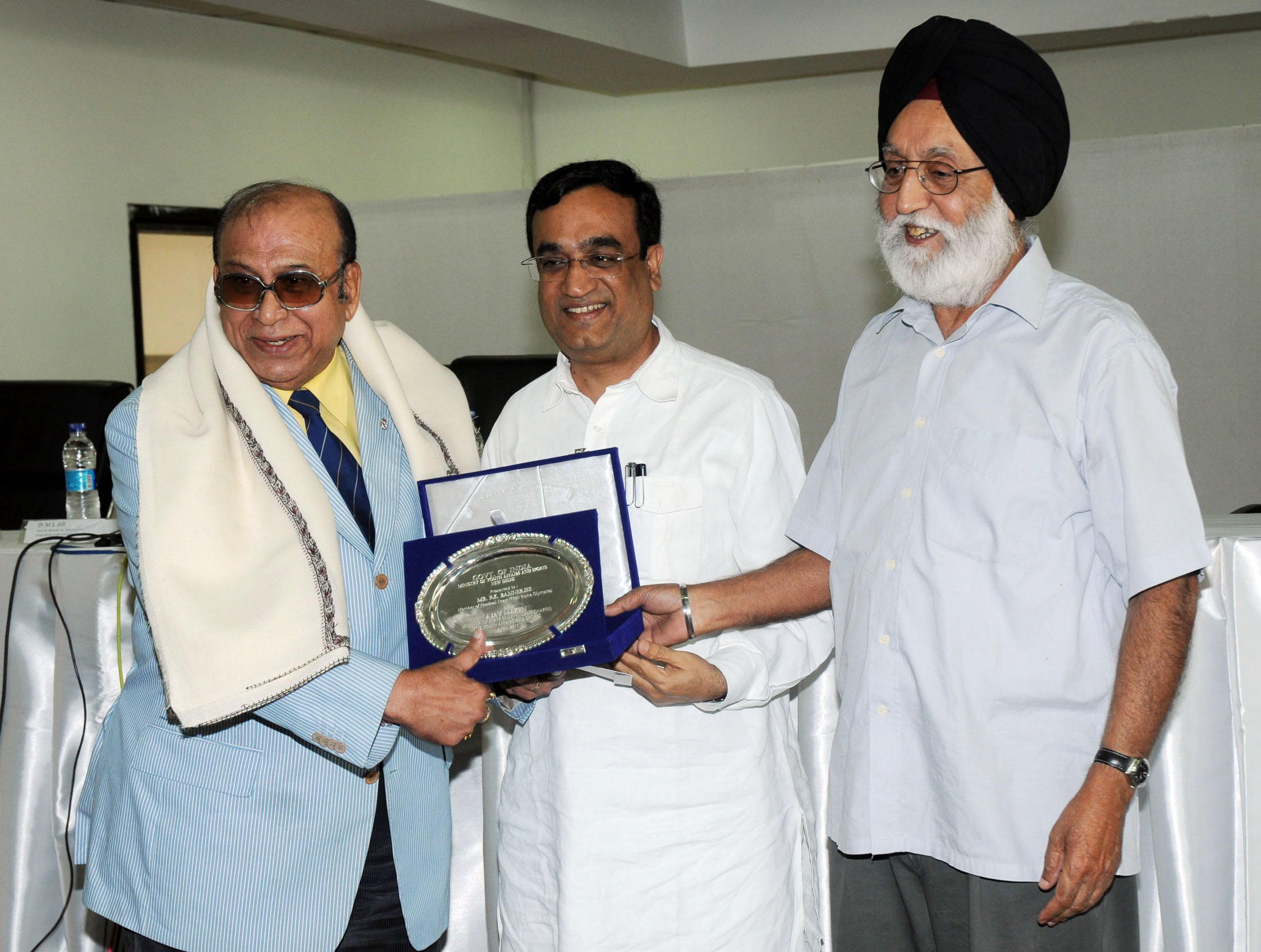
Banerjee con i politici Ajay Maken e M.S. Gill durante la cerimonia di premiazione dei membri della nazionale olimpica indiana a Roma 1960 nel 2011

È morto il 20 marzo 2020 alle ore 12:40 per sepsi e insufficienza multiorgano derivante da polmonite, dopo esser stato in ospedale dal 7 marzo. In passato aveva sofferto anche di morbo di Parkinson, demenza e problemi cardiaci.

## Caratteristiche tecniche

### Giocatore

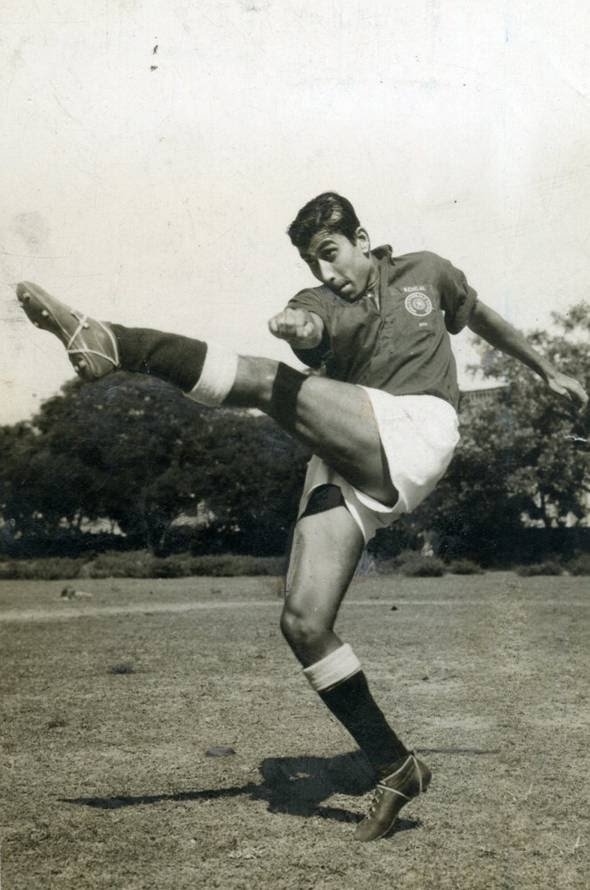
Banerjee in azione alle Olimpiadi di Roma 1960

Di ruolo ala destra o centravanti, mostrava sempre una grande varietà di skills. Confondeva gli avversari con un ritmo vertiginoso, accompagnato da una fantastica capacità di dribbling. La sua carriera è stata però incisa dai numerosi infortuni, che non gli hanno consentito di esprimere al massimo il suo potenziale.

### Allenatore
Da manager, Banerjee era conosciuto per il suo calcio difensivo e, soprattutto, per la grinta che metteva nei discorsi di incoraggiamento ai giocatori prima della partita e durante l'intervallo.

## Carriera

### Giocatore

#### Club

##### 1951-1954: Gli inizi con la rappresentativa del Bihar, la Jamshedpur FA e l'Aryan Club
P. K. ebbe i suoi primi approcci al mondo del calcio durante l'era scolastica, rivelandosi subito un talento eccezionale, tanto da essere convocato nel 1951, ancora quindicenne, dalla rappresentativa calcistica del Bihar.
Nel 1953 comincia a giocare per la Jamshedpur Football Association, debuttando nell'IFA Shield contro l'Hindustan Aircraft Limited. Dopo un anno si trasferisce all'Aryan Club di Calcutta, collezionando 22 presenze condite da 10 reti.

##### 1955-1958: Passaggio all'Eastern Railway e vittoria della Calcutta Football League

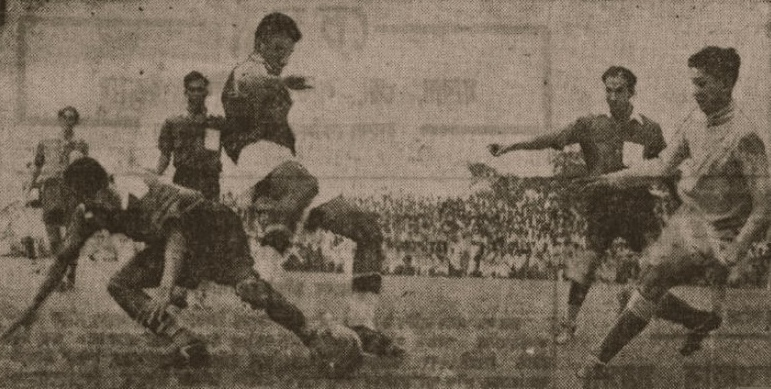
Una partita di Calcutta Football League del 1956 tra Mohammedan e Eastern Railway, terminata 3-2 per i primi. Banerjee va in goal, ma non basta per la vittoria dei Railways

Nel 1955 si trasferisce all'Eastern Railways FC, club a cui dedicherà la maggior parte della sua carriera. La squadra ottiene numerosi successi sotto la guida dei tecnici Bagha Some e Sushil Bhattacharya, riuscendo prima ad arrivare nelle finali di DCM Trophy e IFA Shield nel 1957 e poi a vincere la Calcutta Football League nel 1958, stagione in cui Banerjee si laurea capocannoniere con 12 marcature. Nello stesso anno perde la finale del torneo ad invito Sait Nagjee.

##### 1958-1966: Primi due Santosh Trophy con le rappresentative di Bengala e Railways
Nella stagione 1958-1959 viene convocato dalla rappresentativa del Bengala, vincendo il Santosh Trophy. Con l'Eastern Railway, invece, mette a segno 14 goal nella CFL 1959, con il club che si piazza al 4º posto in campionato. Nel 1961, in semifinale di IFA Shield, ottiene un pareggio 0-0 contro il Mohun Bagan. Viene così, secondo le regole dell'epoca, ripetuta la partita; la squadra perde però 2-0, infrangendo i sogni di andare in finale. Nella stagione 1961-1962 Banerjee gioca anche per la squadra di calcio delle ferrovie, i Railways, con cui trionfa per la seconda volta nel Santosh Trophy. Nel 1965 con l'Eastern Railway arriva ai quarti di finale di IFA Shield, perdendo contro il Mohun Bagan.

##### 1966-1967: Terzo Santosh Trophy, Trofeo Bordoloi e ritiro
Nella stagione 1966-1967 disputa con i Railways il suo ultimo Santosh Trophy, riuscendo a vincerlo. Con l'Eastern Railway, invece, riesce a ottenere il Trofeo Bordoloi. Dopo ciò, soprattutto per via dei ricorrenti infortuni, si ritira dal calcio giocato.

#### Nazionale

##### Nazionale olimpica

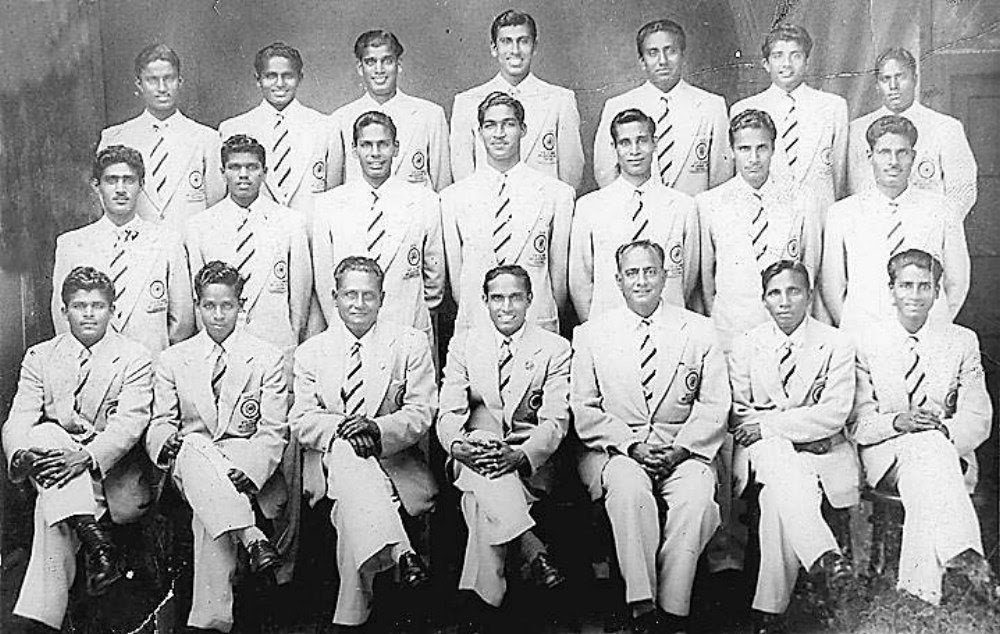
La nazionale olimpica indiana che arrivò quarta alle Olimpiadi del 1956

P. K. ha rappresentato l'India a livello olimpico ai Giochi di Melbourne 1956, in cui si è classificata quarta (raggiungendo la semifinale e poi perdendo il match per il bronzo 3-0 contro la Bulgaria), e, da capitano, a quelli di Roma 1960, in cui, nonostante l'ultimo posto nel girone, fu autore della rete nello storico pareggio 1-1 contro la Francia.

##### Nazionale maggiore

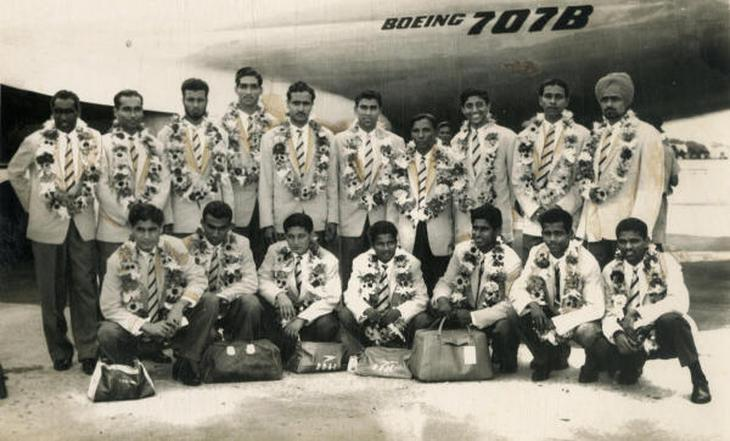
Banerjee (in piedi, quinto da destra) con la nazionale indiana in partenza per i Giochi asiatici di Giacarta il 15 agosto 1962

Facente parte, insieme a Chuni Goswami e Tulsidas Balaram, del cosiddetto Golden Trio (trio d'oro) del calcio indiano, ha debuttato con le tigri blu a soli 19 anni, nella Coppa Colombo vinta a Dacca nel 1955. Con la nazionale ha preso inoltre parte ai Giochi asiatici del 1958, del 1962 (trionfando nella finale contro la Corea del Sud e perciò ottenendo l'oro) e del 1966.

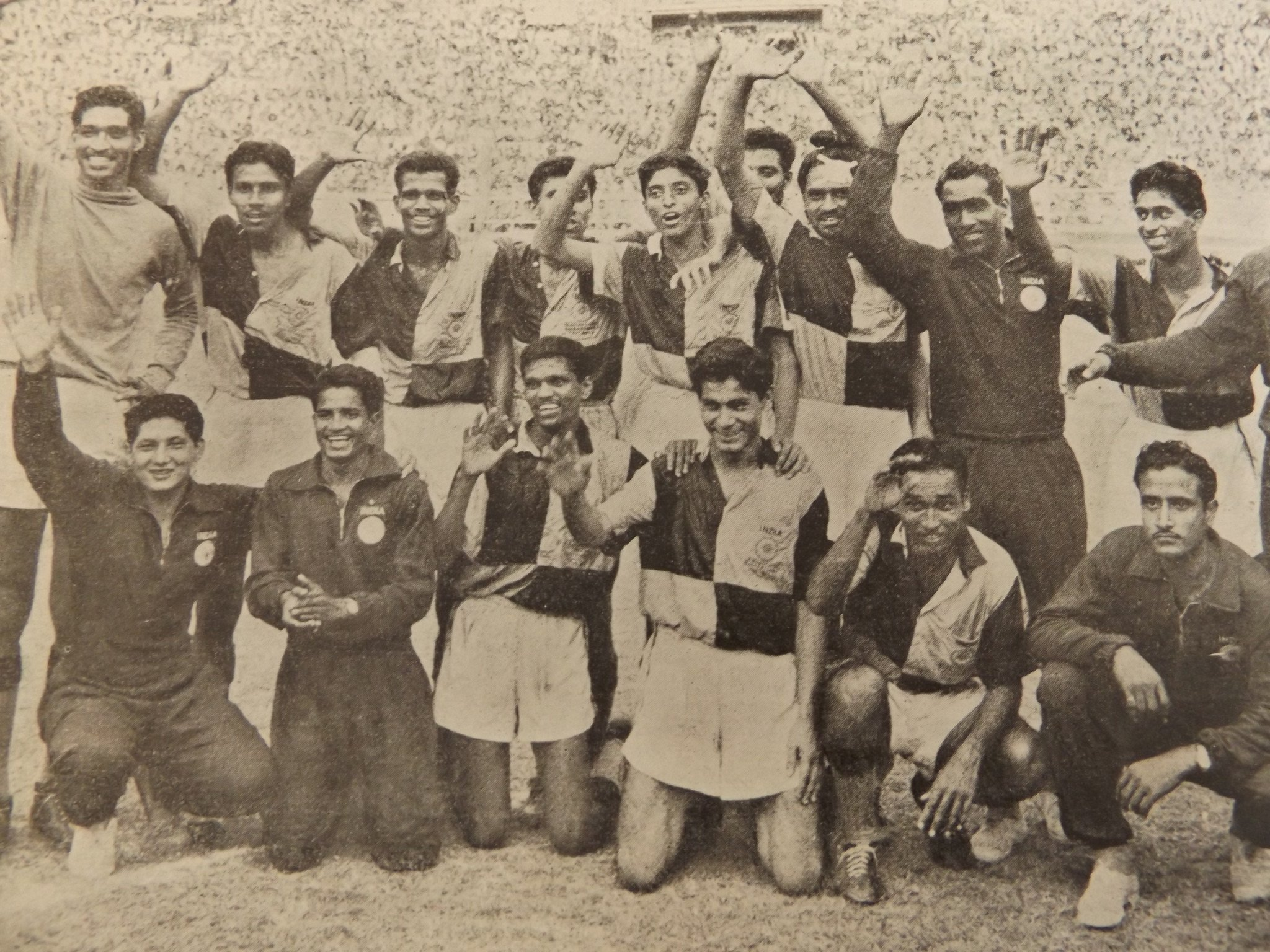
Banerjee (in piedi, quarto da sinistra) con la nazionale indiana neo-vincitrice dell'oro ai Giochi asiatici 1962

Ha partecipato anche alle edizioni 1964 e 1968 della Coppa d'Asia, ottenendo 4 punti nel girone finale della prima, dietro al solo Israele che vinse la competizione con 6 punti.

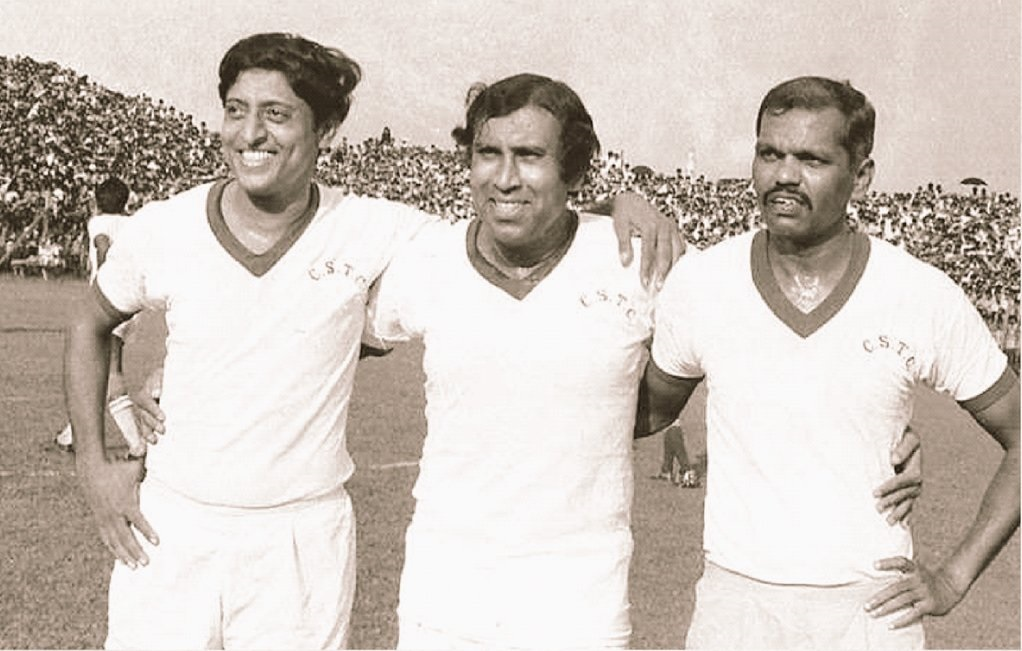
Banerjee (centro) nel Golden Trio del calcio indiano, insieme a Chuni Goswami (sinistra) e Tulsidas Balaram (destra)

Banerjee ha rappresentato l'India, tra il 1958 e il 1965, anche alla Pestabola Merdeka malese,  raggiungendo il secondo posto nel 1959 e nel 1964 (la prima volta arrivando secondi in classifica, la seconda perdendo la finale contro la Birmania) e il terzo nel 1965 (pareggiando la finalina e perciò condividendo il titolo con la Birmania).